# Pass Creek (North Platte River)
Der Pass Creek ist ein etwa 116 km langer, rechter Nebenfluss des North Platte Rivers im Süden des US-Bundesstaates Wyoming.

## Verlauf
Der Pass Creek entspringt an der Ostflanke des Kennaday Peak in dem als Snowy Range bezeichneten, nördlichen Teil der Medicine Bow Mountains innerhalb des Medicine Bow National Forest auf einer Höhe von ca. 2970 m, etwa 25 km östlich von Saratoga im Carbon County. Von dort fließt er zunächst in nördliche Richtung, erhält einige Nebenflüsse aus den Nordflanken des Gebirges und mäandriert durch das Loco Bottom Basin. Er wendet sich im weiteren Verlauf nach Westen und fließt durch den Pass Creek Canyon zwischen Coad Mountain und Elk Mountain abwärts. Nach Verlassen der Snowy Range schlägt der Pass Creek zunächst einen nördlichen, weiter flussabwärts wieder einen westlichen Verlauf ein, unterquert den Wyoming Highway 130 und mündet nach insgesamt 116 km in den Savage Hills auf einer Höhe von 1989 m von rechts in den North Platte River.

## Hydrologie
Der Pass Creek ist als Nebenfluss des North Platte Rivers Teil des Einzugsgebietes des Platte Rivers, der sich über Missouri und Mississippi in den Golf von Mexiko entwässert. Das Einzugsgebiet des Pass Creek grenzt an die Einzugsgebiete von Cedar Creek im Südwesten, Brush Creek im Süden und Medicine Bow River im Osten. Der mittlere Abfluss am Pegel nordöstlich von Saratoga beträgt 0,97 m³/s, die größten Abflüsse finden sich in den Monaten Mai und Juni.

## Belege
1. 1 2 3 4 5  Pass Creek. In: Geographic Names Information System. United States Geological Survey, United States Department of the Interior (englisch).
2. ↑  USGS 06629000 PASS CREEK NR SARATOGA WYO. Abgerufen am 22. August 2024.